# 新索爾達特斯凱
47°2′11″N 36°54′1″E / 47.03639°N 36.90028°E
新索爾達特斯凱（烏克蘭語：Новосолдатське）是位於烏克蘭東南部的村莊，由扎波羅熱州别尔江斯克区的貝雷斯托韋市鎮負責管轄。該村始建於1812年，面積0.68平方公里，海拔高度46米，2001年人口180，人口密度每平方公里265.1人。